# 闫怀礼
闫怀礼（1936年7月24日—2009年4月12日），河北丰润人，汉族，中国国民党革命委员会党员；中国著名表演艺术家、一级演员。因出演1982年版《西游记》中的沙僧这一角色而被广大观众熟悉。2009年4月12日，在北京病逝，享壽73岁。

## 生平
1993年，闫怀礼在河北涿州拍戏。当时是夏天，剧组的工作人员用敌敌畏来驱赶蚊虫。因为闫怀礼的嗅觉天生失灵，他没有闻到毒药，导致吸入了大量敌敌畏；从此，身体大不如前。2004年，在北京协和医院检查时，被确诊为“肺纤维化”。
2009年4月12日，闫怀礼终因肺部感染在北京去世，享壽73岁。

## 影视作品
- 1986年，《西游记》饰演沙僧、牛魔王（第2集）、西海龙王、太上老君（第12集）、千里眼、和尚、御马监一监丞、老者、卷帘大将
- 1978年，《蔡文姬》饰演呼厨泉单于
- 1991年，《三国演义》饰演程普（第9集）
- 《詹天佑》饰演袁世凯
- 1993年，《倚天屠龙记》电影饰演金毛狮王
- 1999年，《大明宫词》饰演裴炎
- 1996年，《东周列国春秋篇》饰演郑文公、齐庄公
- 2000年，《铁齿铜牙纪晓岚》饰演陈辉祖